# Desa Karanganyar (administrativ by i Indonesien, Jawa Barat, lat -6,56, long 107,77)
Desa Karanganyar är en administrativ by i Indonesien.   Den ligger i provinsen Jawa Barat, i den västra delen av landet, 110 km öster om huvudstaden Jakarta.